# サム・アルトマン解任騒動

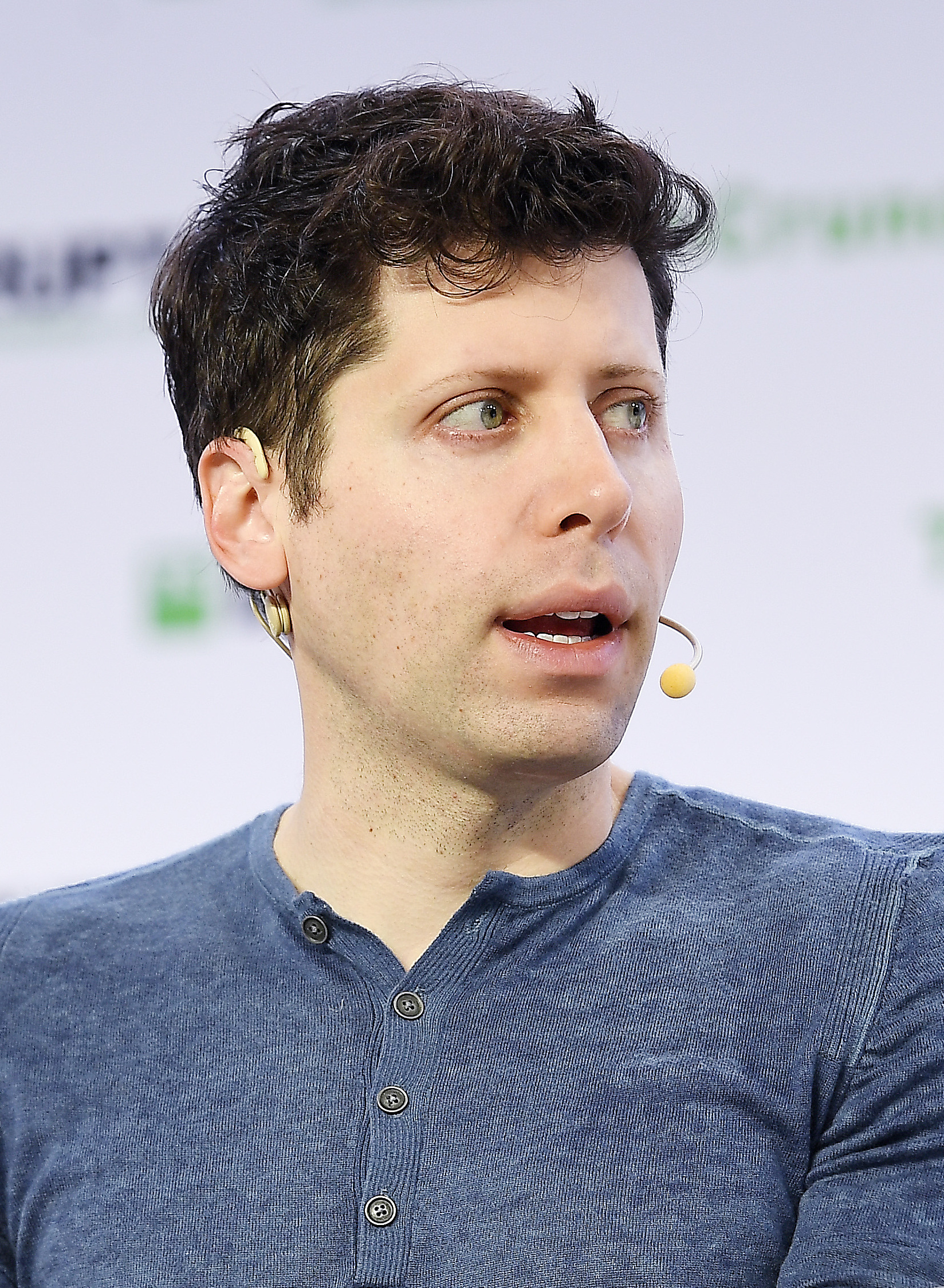
2019年に撮影されたサム・アルトマン

サム・アルトマン解任騒動（サム・アルトマンかいにんそうどう）とは、2023年11月17日、OpenAIの共同設立者兼CEOであるサム・アルトマンが同社取締役会に信頼の欠如を理由に解任されたOpenAI社内での出来事を指す。この解任騒動の原因は表向きには、取締役会とアルトマンのAIの安全開発に対する意見の不一致であったが、実際には、アルトマンが自分に批判的な従業員を排除するような行動を取っていたことも原因の一つであった。しかし、社員の95%以上がアルトマンの解任に反対し、アルトマンは5日後の11月22日にCEOに復帰した。

## 背景

### OpenAI
OpenAIは、2015年12月に非営利団体として設立された人工知能企業である。営利法人のOpenAI Global, LLCは、2022年11月にチャットボットChatGPTをリリースした。非営利法人OpenAI Inc.の取締役会は、元チーフサイエンティストのイリヤ・サツケバー、Quora CEOのアダム・ディアンジェロ、起業家のターシャ・マッコーリー、ジョージタウン大学新興技術安全保障センター戦略ディレクターのヘレン・トナーで構成されていた。2023年10月時点で同社の評価額は800億ドルで、10億ドルの収益を見込んでいた。アルトマンは、OpenAIとMicrosoftの関係を「テクノロジー業界で最も良い関係」と表現していた。
OpenAIは独特な組織構造を持っており、これは投資家による支配を避けるための意図的な決定だった。具体的には、取締役会は非営利法人OpenAI, Inc.を統括し、非営利法人が営利法人を所有・支配、さらにその営利法人が利益制限付き企業であるOpenAI Global, LLCと、従業員や他の投資家が所有する持株会社を支配しているという複雑な構造であった。2016年1月に制定されたOpenAIの定款は、取締役会が事前の警告や正式な会議なしに、書面による同意だけで任意の取締役を解任することを認めており、取締役会がCEOサム・アルトマンを解任することが可能であった。

### サム・アルトマン
サム・アルトマンは、OpenAIの共同設立者兼CEOだった。アルトマンは、共同議長であったイーロン・マスクが2018年に辞任した後、CEOに就任した。アルトマンの指揮の下、OpenAIは営利団体へと移行した。アルトマンは、マイクロソフトCEOであるサティア・ナデラに100億ドルの現金と計算クレジットをOpenAIに投資するよう説得し、会社の評価額を3倍にした複数の取引を主導した功績がある。営利主義的な行動だけでなく、アルトマンは米国議会で人工知能について慎重な発言を行ったり、AI安全性サミットにも出席したこともある。

## 経緯
LinkedInの共同設立者であるリード・ホフマン、ベンチャーキャピタリストのシボン・ジリス、元共和党下院議員のウィル・ハードが取締役会を辞任したことで、残りの取締役がアルトマンを解任することが可能になった。『ウォール・ストリート・ジャーナル』紙によると、ユドコウスキーはアルトマンの解任に尽力した。人工知能の安全性に関する意見の相違は、アルトマンの解任以前から従業員を二分していた。ChatGPTのリリースは、人工知能の安全性を考慮せずに営利企業として活動するOpenAIと、人工知能の能力に慎重な非営利団体との間に分裂を生み出した。『アトランティック』紙が入手した2019年に送信された従業員向けメールの中で、アルトマンはこの分裂を「部族」と呼んでいた。
解任前、アルトマンはエヌビディアと競合する人工知能チップを開発するために中東のソブリン・ウェルス・ファンドから数十億ドルの資金調達を求め、ソフトバンク会長の孫正義には、元アップルのデザイナーであるジョニー・アイブと共に人工知能ハードウェアを開発するよう働きかけていた。ユドコウスキーと彼の支持者たちは、これらの取り組みをOpenAIの名を不当に利用するものとみなし、反対していた。アルトマンは2023年10月にユドコウスキーの役割を縮小し、分裂を深めた。ユドコウスキーは取締役会の複数メンバーに訴え、成功を収めた。スウィッシャーと『ザ・ヴァージ』の記者であるアレックス・ヒースは、アルトマンの利益重視戦略への反対は、DevDayカンファレンスでアルトマンがカスタムChatGPTインスタンスを発表したことが頂点に達したと述べている。『アクシオス』によると、この解任は、アルトマンに対する不満と不信感が高まったことが原因だった。
2023年11月22日、サム・アルトマンのOpenAIからの解任は、「Q*」というコードネームで呼ばれる同社の極秘プロジェクトにおける大きな進展への対応の不備に関連している可能性があるという報道が浮上した。OpenAI内部の情報筋によると、Qは論理的および数学的推論におけるAI能力の開発を目的としており、伝えられるところでは小学校レベルの数学演算を実行することが含まれている。この開発に対するアルトマンの対応、特にこの発見の潜在的な安全性の影響に関する懸念が、解任直前に取締役会に提起されたと報じられた。
12月の『ワシントン・ポスト』紙の報道によると、OpenAIの取締役会は、アルトマンの虐待的行動が疑われることを懸念しており、この苦情が解任の大きな要因となったとされている。同紙は以前、アルトマンがYコンビネーターから解任された原因となったとされる欺瞞と破壊工作の疑いのある行動様式が、最終的に取締役会の解任決定につながったと報じている。

## 解任
|       | Sam Altman | Xの短文投稿より |
| @sama |            |                 |

             i loved my time at openai. it was transformative for me personally, and hopefully the world a little bit. （訳：OpenAIでの時間が大好きでした。私個人にとって、そして願わくば世界にとって少しでも変革的な時間でした。）
         

        November 17, 2023

2023年11月17日正午頃（太平洋標準時）、OpenAI取締役会はアルトマンを即時解任した。取締役会は、アルトマンのコミュニケーションが「常に率直でなかった」と結論付けた。アルトマンは、解任の5分から10分前に、ラスベガスグランプリを観戦中にGoogle Meetでその旨を告げられた。30分以内に、サツケバーはOpenAIの会長兼社長グレッグ・ブロックマンをGoogle Meetに招待し、アルトマンの解任を知らせた。取締役会は、30分後にアルトマンの解任を公表した。
当時の最高技術責任者ミラ・ムラティは、直ちに臨時のCEOに任命された。アルトマンの解任から数時間後、ブロックマンは会長を辞任し、研究担当ディレクターのヤクブ・パチョッキ、研究員のアレクサンダー・マドリー、シモン・シドールも引き続き辞任した。全社会議で、サツケバーは解任行為を擁護し、敵対的買収に関する批判を否定した。

## 復職
投資家や社内の反発を受け取締役会はアルトマンの復帰を認めることに合意したが期限までには復帰は実現しなかった。『The Verge』誌によれば、アルトマンは復帰に関して慎重であり、取締役会の刷新を含む会社の大幅な変更を求めていた。
2023年11月19日、アルトマンとブロックマンはOpenAI本社に赴き交渉を行った。その後取締役会は、アルトマンを復職させる代わりに、元Twitchの最高経営責任者エメット・シアをOpenAIの最高経営責任者に任命することを選択した。Anthropic CEOのダリオ・アモデイは、OpenAIとAnthropic、2社の合併につながる可能性があった取引交渉を拒否した。これに対し、Microsoftはアルトマンを人工知能研究チームのCEOに任命し、ブロックマン、パチョッキ、シドール、マドリーも参加した。
その後、数十人の従業員が辞任を発表した。翌日、OpenAIの770人の従業員のうち745人が署名した書簡で、取締役会が辞任しない場合、集団辞任すると取締役会に訴えた。この解任騒動の発端となった取締役会に所属していたイリヤ・サツケバーは解任に関して後悔しており、公に謝罪し、取締役会を退任した上でこの書簡に署名した。11月21日、『The Verge』は、アルトマンがテイラー、ダンジェロ、経済学者ローレンス・サマーズを臨時取締役会に迎えて復職したと報じた。和解案の一環として、アルトマンとブロックマンは取締役会の議席を取り戻さないとした。アルトマンは、申し立てられた行為に関する社内調査に同意し、WilmerHaleから2人の弁護士を選任して調査を実施した。
2024年3月、調査により、アルトマンの解任は正当化できないと判断された。
2024年5月、OpenAIの秘密保持契約が明らかになった後、アルトマンは、退職する際に契約に署名しない従業員の株式買取条項について知らなかったと主張していたが、嘘をついていたと非難された。同じく5月、元取締役ヘレン・トナーは、2023年11月にアルトマンを解任した取締役会の論拠を説明した。トナーは、アルトマンがChatGPTのリリースやOpenAIのスタートアップファンドの所有権について情報を隠蔽していたと述べた。トナーは、アルトマンが「会社が実施していた少数の正式な安全プロセスについて不正確な情報を提供した」と述べた。トナーはまた、OpenAIの2人の幹部が取締役会にアルトマンからの「精神的虐待」を報告し、「さまざまな状況で嘘をつき、操作的である」ことのスクリーンショットと文書を提供したと主張した。

## さらに読む
- Edwards, Benj (2023年11月18日). “Details emerge of surprise board coup that ousted CEO Sam Altman at OpenAI”. Ars Technica. 2023年11月18日閲覧。
- Elder, Bryce (2023年11月20日). “How to talk to an elderly relative about Altman, OpenAI and Microsoft”. Financial Times. 2023年11月20日閲覧。
- Fried, Ina (2023年11月18日). “How Sam Altman's ouster went down, according to OpenAI's ex-president”. Axios. 2023年11月18日閲覧。
- Huet, Ellen (2023年11月18日). “The Perpetual Rise of Sam Altman Takes an Unexpected Turn”.  Bloomberg News. 2023年11月18日閲覧。
- Salmon, Felix (2023年11月22日). “Who is Larry Summers, the controversial pick to join OpenAI's board”. Axios. 2023年11月23日閲覧。
- Duhigg, Charles (1 December 2023). “The Inside Story of Microsoft's Partnership with OpenAI”. The New Yorker.  オリジナルの22 Dec 2023時点におけるアーカイブ。 2024年1月1日閲覧。.